# Toshiyuki Abe
Toshiyuki Abe (阿部 敏之 Abe Toshiyuki?), född 1 augusti 1974 i Saitama prefektur, är en japansk före detta fotbollsspelare.
Abe började sin karriär 1995 i Kashima Antlers. Med Kashima Antlers vann han japanska ligan 1996, 1998, japanska ligacupen 1997 och japanska cupen 1997. 2000 flyttade han till Urawa Reds. Efter Urawa Reds spelade han för Vegalta Sendai och Albirex Niigata. Han gick tillbaka till Kashima Antlers 2005. Han avslutade karriären 2005.